# Miha Halzer
Miha Halzer (13 de abril de 1985-9 de agosto de 2023) fue un deportista esloveno que compitió en ciclismo de montaña en la disciplina de campo a través.
Ganó una medalla de plata en el Campeonato Mundial de Ciclismo de Montaña de 2012 y una medalla de plata en el Campeonato Europeo de Ciclismo de Montaña de 2013, ambas en la prueba por eliminación.

## Medallero internacional
| Campeonato Mundial | Campeonato Mundial           | Campeonato Mundial | Campeonato Mundial |
| Año                | Lugar                        | Medalla            | Competición        |
| ------------------ | ---------------------------- | ------------------ | ------------------ |
| 2012               | Leogang/Saalfelden (Austria) | Medalla de plata   | Eliminación        |
| Campeonato Europeo |                              |                    |                    |
| Año                | Lugar                        | Medalla            | Competición        |
| 2013               | Berna (Suiza)                | Medalla de plata   | Eliminación        |